# Stift (kyrkligt förvaltningsområde)
Ett stift, biskopsstift (dieces), biskopsdöme eller ärkebiskopsdöme är en administrativ region i kyrkoprovinser i vissa kristna samfund. Det geografiska stiftet leds av en biskop, men i romersk-katolska kyrkan kan ett stift även vara ett kloster som leds av ett kapitel av munkar och en abbot. Ibland förekom/förekommer även en kombination av biskopssäte och kloster (se artikeln Børglums kloster), där klostrets munkar utgjorde domkapitel.
Flera stift tillsammans leds av en ärkebiskop (och kallas inom den romersk-katolska kyrkan för kyrkoprovins), vars eget stift kallas ärkestift. Stiften är i sin tur indelade kontrakt och församlingar, som är den minsta enheten i alla kristna kyrkor. En sådan indelning gäller i synnerhet inom romersk-katolska kyrkan och inom de nationella evangelisk-lutherska kyrkor som övertog dess roll efter reformationen. Stiftens organisation kan variera mellan olika kristna samfund och olika länder.

## Etymologi
Stift, är ett lånord från lågtyskans sticht, "stift", av stichten, "stifta" eller "instifta", kyrkligt förvaltningsområde under ledning av en biskop. Termen kommer från Romerska rikets senare tid, då man delade in provinser i mindre administrativa enheter, som på latin kallas dioecesis, från grekiskans term διοίκησις som betyder administration.

## Historia

### Antiken

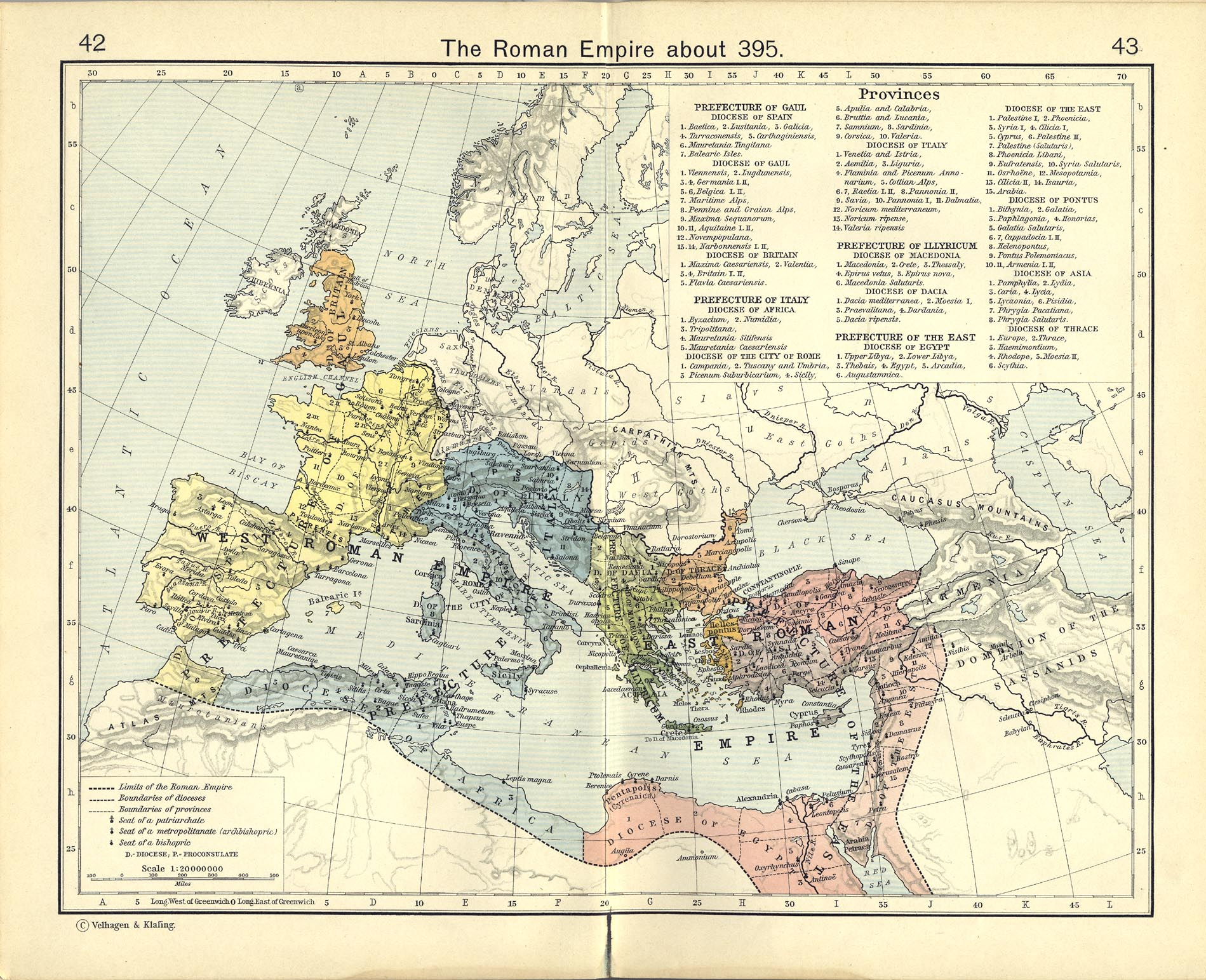
Karta över Romerska riket ca. 395 e.Kr., som och praetoriska prefekturer som Gallien, Italien, Illyricum och Oriens (latin för "Östern"), vars indelning i sammanlagt tolv mindre delar (som motsvarade de äldre provinserna) blev en förebild för den första stiftsindelningen. De praetoriska prefekturerna överensstämmer grovt med tetrarkernas fyra delar efter Diocletianus reform.

När Diocletianus (284–305) blev kejsare hade det romerska riket plågats av långa inbördeskrig och för att lösa problemet omorganiserade han riket i fyra lika delar med fyra med-kejsare, tetrarker (grek. tetrarches av tetra- "fyra" och archo "härska"). Tetrarkatet gick snabbt under, men Kejsar Konstantin upprättade år 318 e.Kr. samma administrativa indelning i form av fyra praetorianska prefekturer. Den gamla romerska indelningen med provinser omorganiserades samtidigt till tolv stift (latin: dioecesis) och varje stift skulle ledas av en vicarius. Konstantin blev ensam kejsare över det romerska riket 324 e.Kr. och favoriserade kristendomen för att söka enhet och en ny identitet, men i och med flytten av rikets huvudstad österut till Bysans fortsatte splittringen inom riket.
I Östrom gick kyrkans integrering i den civila förvaltningen mycket fortare än i väst. Vid konciliet i Antiokia år 341 e.Kr. bestämdes enligt östromersk kanonisk lag att kyrkan skulle överta samma administration som den civila med provinser och stift, vilka kom att ledas av metropoliter och biskopar. När det Osmanska riket slutligen erövrade det Bysantinska riket på 1400-talet, övertog de östromerska biskoparna där hela den politiska rollen från den romerska civila administrationen som gick under. I modern tid har många gamla stift, trots att de senare har delats in i flera nya stift, bevarat sina ursprungliga gränser från det länge försvunna Romerska riket.
Då det Västromerska riket gick under på 400-talet tog västromerska biskopar över den romerska prefektens administrativa roll och bevarade den geografiska enheten dioecesis (lat. för stift). Övergången från sekulärt till kyrkligt ledarskap var naturlig genom att båda ledarskapen var så starkt integrerade med varandra. Religion var en naturlig del av den romerska civila förvaltningen och kristendomen hade blivit statsreligion år 385 e.Kr.

### Medeltiden
Det moderna bruket av att stift brukar ledas av biskopar (till skillnad från abbotar) stammar från det Karolingiska riket på 700-talet då stiften utgjorde feodala områden (och därför snarare borde kallas biskopsdöme). Vissa stift blev rena biskopsdömen ledda av furstbiskopar, som ofta blev tillsatta av den tysk-romerske kejsaren, till exempel i Andorra (som än idag har en furstbiskop) eller Liège. Rätten att utse biskopar blev en tvistefråga mellan påvestolen och kejsaren som ledde fram till investiturstriden i slutet på 1000-talet.
Tvisten började med den gregorianska reformrörelsen, som ville att kyrkan skulle skilja sig från det världsliga ledarskapet. Påven Gregorius VII förbjöd lekmannainvestitur, som innebar att man inte kunde utnämna andra än präster till prästämbeten. Den tyske kungen Henrik IV svarade med att avsätta påven, men tvangs själv göra avbön efter att ha blivit bannlyst, varvid han gjorde sin berömda färd till Canossa. Tvisten löstes genom en kompromiss i Wormskonkordatet år 1122, vilken innebar både en andlig och en världslig utnämningsceremoni av biskopar.
Ett sätt för påvestolen att kontrollera utnämningen av biskopar var att skapa nationella kyrkoprovinser med ärkebiskopar som lydde under påven. I Norden märktes stridigheterna om kyrkan och utnämningar till exempel i Skåne, som under en kort tid hade två domkyrkor och stift. Ett i Dalby från 1060-talet med biskop Egino, som lydde under ärkebiskopen i Hamburg-Bremen, och ett i Lund från 1050-talet under den anglosaxiske missionsbiskopen biskop Henrik, som hade starka förbindelser med ärkebiskopen av Canterbury. Denne hade inte samma band till kejsaren som ärkebiskopen av Hamburg-Bremen, utan snarare mer med påven, eftersom England inte lydde under kejsaren, vilket Hamburg-Bremen gjorde.
När biskop Henrik dog år 1066 flyttade Egino till Lund, som blev den enda stiftsstaden i Skåne. 1103 upphöjdes Norden som en egen kyrkoprovins med Lund som ärkestift och därmed förlorade Hamburg-Bremen sitt inflytande. Skapandet av en kyrkoprovins i Sverige dröjde till 1164 på grund av tvister om ärkestiftets placering. Den Sverkerska ätten gynnade påvestolen och en stark katolsk kyrka medan den Erikska ätten stod för en mer lokalt knuten kyrka med kungens och stormännens rätt att utse bikopar. Den gregorianska linjen med kyrkoreformer, som prästens celibat och påvens rätt att utse biskopar vann slutligen genom kyrkomötet i Skänninge 1248.

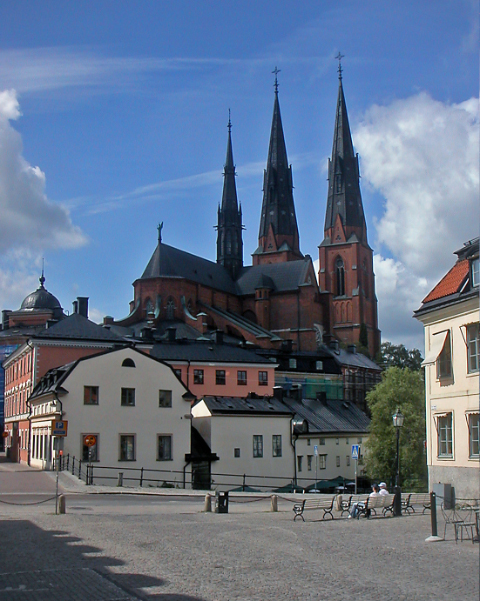
Uppsala domkyrka.

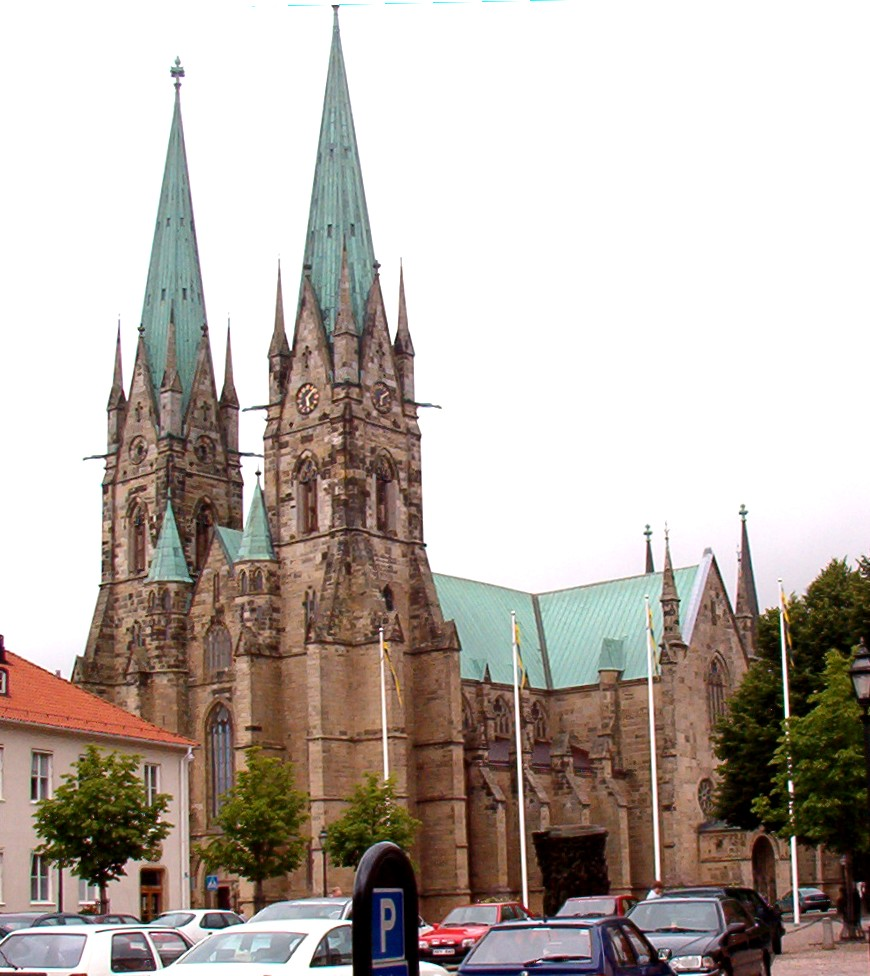
Skara domkyrka.

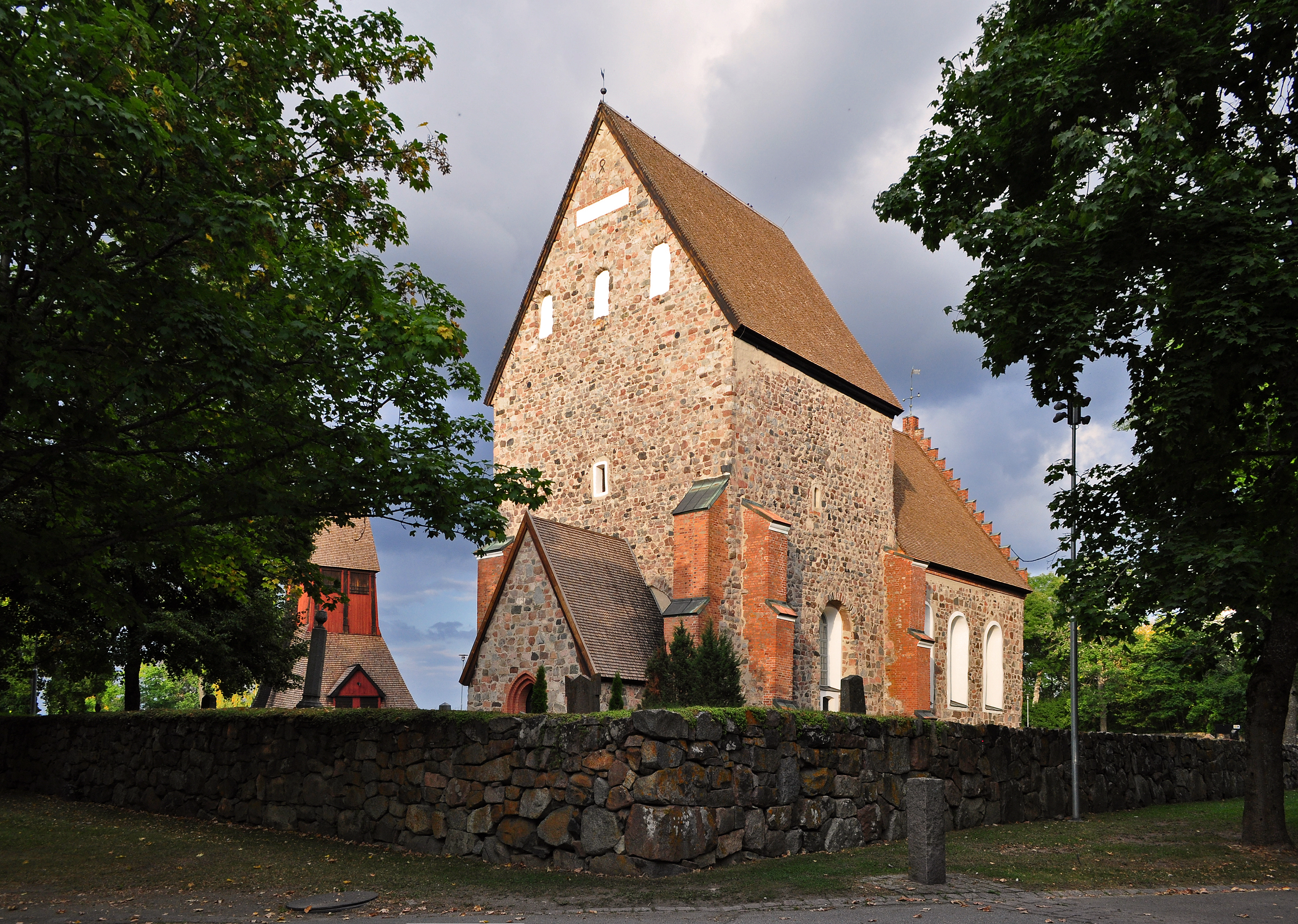
Gamla Uppsala kyrka.

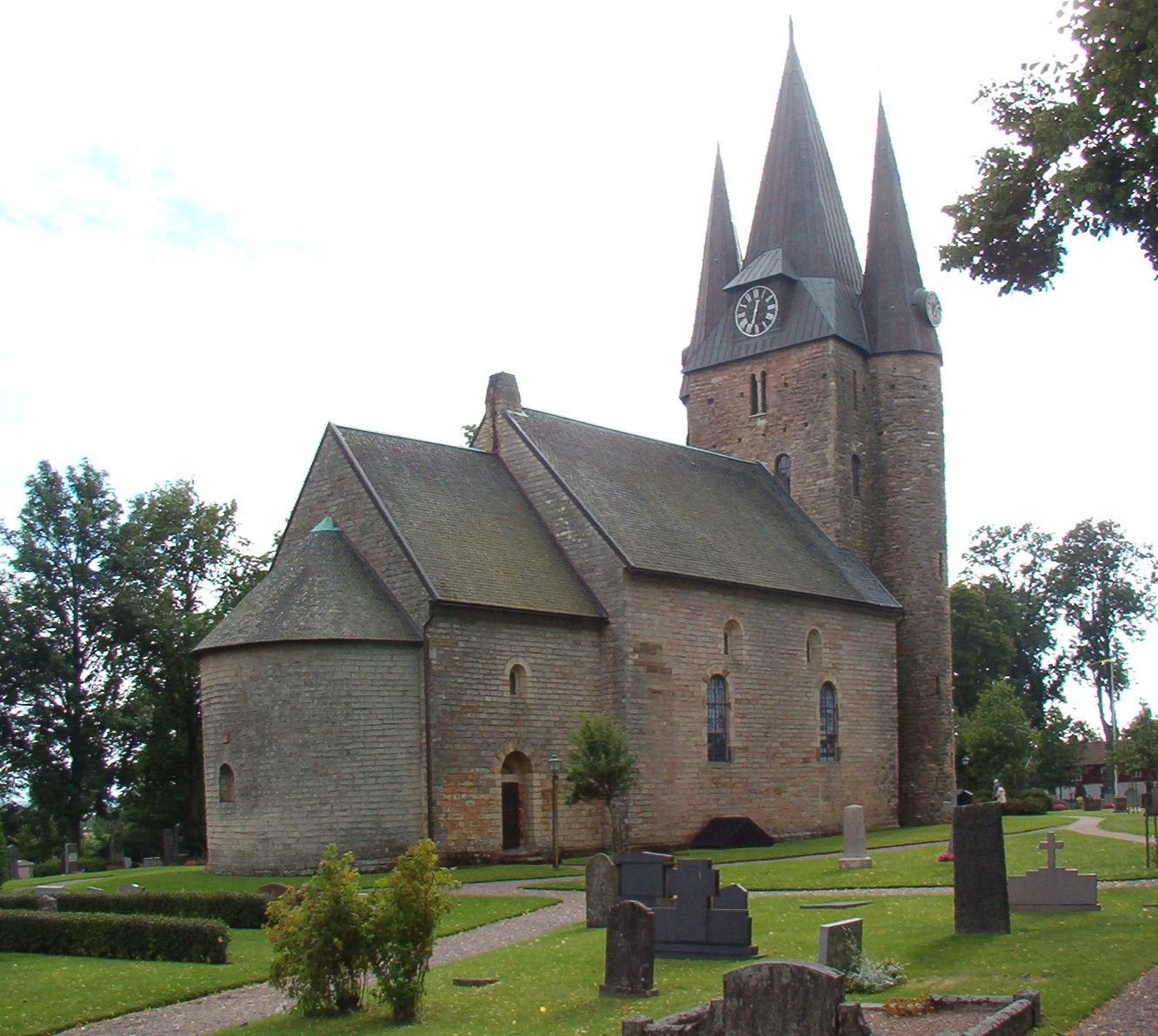
Husaby kyrka.

## Svenska kyrkans stift
Svenska kyrkan är en evangelisk-luthersk kyrka, räknas som en folkkyrka och är Sveriges största trossamfund. Svenska kyrkan har 13 stift varav Uppsala är ärkestift med två biskopar (ärkebiskopen och biskopen i Uppsala stift). Stiftets verksamhet styrs av stiftsfullmäktige som väljs vid direkta kyrkliga val vart fjärde år. 

### Sveriges stiftshistoria
Som det äldsta stiftet i Sverige räknas Skara stift som fick sin förste biskop 1014 med biskop Thurgot, som formellt omfattade hela Götaland och mer såsom missionsstift (se artikeln om biskop Thurgot). Men Skara blev inte definitivt centrum i stiftet förrän omkring år 1060 (under biskop Adalvard den äldre), innan dess låg biskopssätet i Husaby. Under tidigt 1100-tal upprättades också Linköpings stift, Strängnäs stift, Västerås stift, Eskilstuna stift och Sigtuna stift. Även Birka och Hälsingland finns omnämnda som stift, men det är osäkert om vilka områden det gällde. Alla dessa stift lydde under Nordens kyrkoprovins, som hade sitt centrum i Lund. Det blev ärkebiskopssäte under påvligt beskydd efter ett påvligt beslut 1103. Tidigare hade regionen lytt under biskopen i Hamburg-Bremen under den tysk-romerske kejsarens beskydd.
Runt 1130 förlorar Sigtuna sin strategiska plats som utpost i Svealand, troligtvis på grund av att kyrkan nu kunde flytta till Gamla Uppsala och på grund av att landhöjningen gjorde Norrström till en mer strategisk hamnplats. Biskopssätet flyttade alltså till Uppsala med Gamla Uppsala kyrka som domkyrka. Konkurrensen mellan götar och svear gjorde att man inte kunde enas om ett ärkestift i Sverige, därför stannade påvens sändebud i Lund, som var kyrkoprovinsen Sverige-Danmarks huvudsäte, vid kardinalbesöket år 1153. Då lär Linköping ha varit föreslaget som ärkebiskopsäte för blivande kyrkoprovinsen Sverige.
Det blev Uppsala som upphöjdes till ärkebiskopstift 1164. Trots detta bibehöll ärkebiskopen i Lund viss överhöghet som kyrkoprovinsens överhuvud (så kallad primas) ända fram till reformationen. Linköping fick rangplats som stift nummer två och det omfattade Östergötland, Småland, Öland och Gotland. Det äldre Skara stift som omfattade Västra Sverige blev nummer tre i rangordningen.. Samtidigt slogs Eskilstuna stift ihop med Strängnäs stift och Växjö stift upprättades som ett eget stift, som då först omfattade enbart Värend, med Växjö som stiftsstad. Strängnäs, Västerås och Växjö stift blev nummer fyra, fem och sex i rangordningen av Sveriges då sammanlagt sex stift.
I Sverige ingick senare Finland som rikets östra rikshalva och där bildas under sent 1100-tal Åbo stift. Under reformationen avdelade Gustav Vasa de östra delarna som bildade Viborgs stift 1554.
Den minsta enheten under stiften under alla dessa tider var socknen, ett ord som hör samman med svenskans "söka" och "rannsaka", och betydde alltså det område där man sökte sig till samma kyrkplats. Detta begrepp motsvarar katolska kyrkans och latinets begrepp parochia, liksom Engelska kyrkans och engelskans parish. 
Vid Västerås riksdag 1527 bröt Sverige med påvestolen och landet upphörde att vara en romersk-katolsk kyrkoprovins. Kyrkan behöll dock administrationen med stift, ärkestift och domkapitel (även kallat konsistorium). Under reformationen utgjorde de mäktiga biskoparna ett hot mot kungamakten och Gustav Vasa ville splittra kyrkan och utsåg ordinarier som kyrkliga ledare istället för biskoparna och ej underlydande dem i andra städer än stiftsstäderna som Stockholm, Gävle, Örebro och Skövde. Stiften delades alltså in i mindre enheter. Under stormaktstiden bildades nya stift både i Sverige och i erövrade områden kring Östersjön och dessa nya stift kom att ledas av superintendenter istället för biskopar. Denna titel var i princip likvärdig med ett biskopsämbete.
Det rådde fortfarande rädsla för katolska kyrkan och biskoparnas makt och ortodoxa lutheraner ansåg att titeln superintendent var mer teologiskt korrekt, eftersom den skilde sig från katolska kyrkan. 1772 ersattes dock den sista superintendenturen i Karlstads stift med ett biskopsämbete (dessförinnan bland annat i Göteborgs stift 1665).
1915 slogs Kalmar stift ihop med Växjö stift. Stockholm hade sedan medeltiden haft en egen styrelse, ett konsistorium (domkapitel) för Stockholms stad med Pastor primarius (Storkyrkoförsamlingens kyrkoherde) som ordförande. Pastor pimarius är en sorts motsvarighet till domprostämbetet. Staden var dock ändå formellt delad mellan Uppsala stift i norr och Strängnäs stift i söder (med gräns i Söderström, nuvarande Slussen), men 1942 bildades slutligen ett eget stift.

## Danska folkkyrkan
Danska folkkyrkan (Da: Den Danske Folkekirke) är Danmarks evangelisk-lutherska statskyrka som har 12 stift men inget ärkestift.

## Norge
Norska kyrkan är Norges evangelisk-lutherska statskyrka och har 11 stift, där biskopen i Nidaros stift (Trondheim) har en särställning.

## Finland
Finland har två folkkyrkor:
- Evangelisk-lutherska kyrkan i Finland som har nio stift med Åbo som ärkestift. Borgå stift är svenskspråkigt.

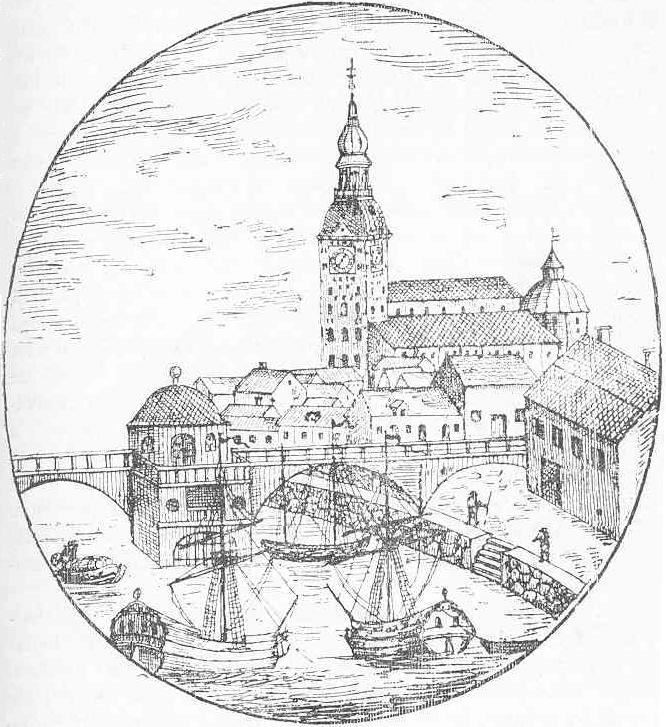
Åbo domkyrka under den svenska tiden.

- Finska ortodoxa kyrkan har tre stift och 10 församlingar. Ärkebiskopssätet  är i Helsingfors sedan 2018[9], övriga biskopar tilltalas metropolit. 1923 blev Finska ortodoxa kyrkan ett autonomt ärkebiskopsdöme under Konstantinopels patriarkat från att tidigare lytt under den Ryska ortodoxa kyrkan.

## Isländska kyrkan
Isländska kyrkan, Þjóðkirkjan, är Islands evangelisk-lutherska statskyrka sedan 1944, då den bröt sig ur den Danska folkkyrkan.